# La Montaña, Chiapas
La Montaña är en ort i Mexiko.   Den ligger i kommunen Amatenango de la Frontera och delstaten Chiapas, i den sydöstra delen av landet, 900 km sydost om huvudstaden Mexico City. La Montaña ligger 1 530 meter över havet och antalet invånare är 560.
Terrängen runt La Montaña är bergig åt nordväst, men åt sydost är den kuperad. Runt La Montaña är det ganska tätbefolkat, med 80 invånare per kvadratkilometer. Närmaste större samhälle är Frontera Comalapa, 10,9 km norr om La Montaña. I omgivningarna runt La Montaña växer huvudsakligen savannskog.